# Mido Hamada
Mido Hamada (en árabe: ميدو حمادة; El Cairo, 1971) es un actor egipcio-alemán.

## Biografía
Estudió en "American Embassy School" en Alemania. Asistió al "Oxford School of Drama".
Habla con fluidez alemán, inglés y árabe.

## Carrera
En el 2006 interpretó al periodista iraquí Zaid que termina en un triángulo amoroso con la periodista americana Anna Molyneux (Connie Nielsen) en la película The Situation.
Ese mismo año se unió al elenco principal de la miniserie The Path to 9/11 donde interpretó al terrorista Ahmad Shah Masud, el ministro de Defensa de Afganistán. 
En 2010 se unió al elenco recurrente de la octava temporada de la exitosa serie 24 donde interpretó a Samir Mehran, un conspirador de la célula "Kamistan" que está bajo el mando del terrorista Farhad Hassan (Akbar Kurtha). Samir muere luego de que el diplomático y asesino ruso Pavel Tokarev (Joel Bissonnette) lo envenenara.
En el 2011 interpretó al Príncipe Shada, un sheikh saudí que pronto se ve involucrado en un intento de asesinato en un hotel de Berlín en la película Unknown. Ese mismo año interpretó a Guzmán, uno de los miembros del personal de seguridad de la colonia y colega de confianza del comandante Nathaniel Taylor (Stephen Lang) en la serie Terra Nova.
En 2012 apareció como invitado en la popular serie Homeland donde interpretó a "M.M.", un miembro clave de una célula terrorista que planea un ataque contra los Estados Unidos. También apareció en la película Die Wüstenärztin como Halid.
En el 2014 apareció en la película American Sniper donde interpretó al "Butcher", un personaje posiblemente basado en Abu Deraa, un hombre acusado de terrorismo y asesinatos en masa.
En enero del 2017 se unió al elenco principal de la serie Emerald City donde interpretó a Eamonn / El León, uno de los guardias del Mago de Oz (Vincent D'Onofrio), hasta el final de la serie en marzo del mismo año.
Ese mismo año se unirá al elenco principal de la nueva serie de espías Counterpart donde dará vida a Cyrus, un oficial de contrainteligencia que sirve de mano derecha de Aldrich (Ulrich Thomsen) el director de operaciones de la agencia.

## Filmografía

### Series de televisión
| Año       | Título           | Personaje                      | Notas                   |
| --------- | ---------------- | ------------------------------ | ----------------------- |
| 2021      | Fundación        | Maestro de las Sombras Obrecht | 5 episodios             |
| 2019      | Veronica Mars    | Daniel Maloof                  | 6 episodios             |
| 2017-2018 | Counterpart      | Cyrus                          | 8 episodios             |
| 2017      | Emerald City     | Eammon                         | 9 episodios             |
| 2012      | Homeland         | M.M.                           | 3 episodios             |
| 2011      | Terra Nova       | Guzman                         | 2 episodios             |
| 2010      | 24               | Samir Mehran                   | 10 episodios            |
| 2006      | The Path to 9/11 | Ahmad Shah Masud               | 3 episodios - miniserie |

Hawaii 50, season 4, 2014, 1 chapter

### Películas
| Año  | Título           | Personaje      | Notas                                                                                         |
| ---- | ---------------- | -------------- | --------------------------------------------------------------------------------------------- |
| 2014 | American Sniper  | "El Carnicero" | junto a Bradley Cooper, Sienna Miller, Max Charles, Luke Grimes, Kyle Gallner y Jake McDorman |
| 2012 | Die Wüstenärztin | Halid          | junto a Esther Schweins, Hannes Jaenicke, Asli Bayram, Hans Sigl y Stefano Bernardin          |
| 2011 | Unknown          | Príncipe Shada | junto a Liam Neeson, Diane Kruger, January Jones, Frank Langella, Aidan Quinn y Bruno Ganz    |
| 2006 | The Situation    | Zaid           | junto a Connie Nielsen, Driss Roukhe, Nasser Memarzia, Omar Berdouni y John Slattery          |

### Videojuegos
| Año  | Título              | Notas                           |
| ---- | ------------------- | ------------------------------- |
| 2015 | Disney Infinity 3.0 | prestó su voz para el personaje |